# Ушу
| Ушу |                              |                              |
| \| Китайською мовою \| \| \| \| \| \| \| \| Написання Путунхуа (мандаринське) \| \| \| \| Традиційне: \| 武術 \| 武術 \| \| Новітнє: \| 武术 \| 武术 \| \| Транслітерація \| \| \| \| Транскрипція: \| ушу \| ушу \| \| Вимова \| Тлумачення \| Тлумачення \| \| слухатиⓘ \| (Китайські) бойові мистецтва \| (Китайські) бойові мистецтва \| \| Картка:Китайською мовою \| \| \| |                              |                              |
| Китайською мовою | Китайською мовою             | Китайська мова               |
| |                              |                              |
| Написання Путунхуа (мандаринське) |                              |                              |
| Традиційне: | 武術                         | 武術                         |
| Новітнє: | 武术                         | 武术                         |
| Транслітерація |                              |                              |
| Транскрипція: | ушу                          | ушу                          |
| Вимова | Тлумачення                   | Тлумачення                   |
| слухатиⓘ | (Китайські) бойові мистецтва | (Китайські) бойові мистецтва |
| Картка:Китайською мовою |                              |                              |

| Будзюцу |                             |                             |
| \| Японською мовою \| \| \| \| \| \| \| \| Написання \| \| \| \| Кандзі: \| 武術 \| 武術 \| \| Хіраґана: \| ぶじゅつ \| ぶじゅつ \| \| Транслітерація \| \| \| \| Ромадзі: \| bujutsu \| bujutsu \| \| Кірідзі: \| будзюцу \| будзюцу \| \| Тлумачення: \| (Японські) бойові мистецтва \| (Японські) бойові мистецтва \| \| Картка:Японською мовою \| \| \| |                             |                             |
| Японською мовою | Японською мовою             | Японська мова               |
| |                             |                             |
| Написання |                             |                             |
| Кандзі: | 武術                        | 武術                        |
| Хіраґана: | ぶじゅつ                    | ぶじゅつ                    |
| Транслітерація |                             |                             |
| Ромадзі: | bujutsu                     | bujutsu                     |
| Кірідзі: | будзюцу                     | будзюцу                     |
| Тлумачення: | (Японські) бойові мистецтва | (Японські) бойові мистецтва |
| Картка:Японською мовою |                             |                             |

Ушу́ — буквально означає «бойові мистецтва» (кит. трад. 武術, спр. 武术, піньїнь wǔshù). Цей термін є точнішим, ніж широко використовуваний термін ґунфу, який означає «досягнення завдяки великим зусиллям» або «професіоналізм». Може бути сказано, що механік або ремісник мають добре ґунфу стосовно того, як вони здійснюють свою роботу. Так само, про майстра ушу, можна сказати, що він має добре ґунфу у своїй практиці ушу. У широкому змісті, слово ушу відноситься до будь-якого бойового мистецтва у світі, хоча практично, воно найчастіше вказує на китайські бойові мистецтва або сучасне спортивне ушу.

## Переклад
Термін ушу складається з двох китайських ієрогліфів: «у» (武), що означає «бойовий» або «військовий», та «шу» (術), що перекладається як предмет, мистецтво, майстерність або метод. Разом ці ієрогліфи складають фразу «бойове мистецтво».
Вперше термін з'являється у віршах, які написав Янь Яньчжи (384—456 рр. н. е.), під час правління династії Лю Сун: «偃閉武術，闡揚文令。庶士傾風，萬流仰鏡。», що означає «Залиш ушу та розвивай літературу. Хай люди поважають та захоплюються тобою.» У цьому змісті, ушу могло стосуватися «військових справ». Пізніше, термін з'явився у віршах Лі Юй (династія Мін (1610—1680): «自幼好武術。», що означає «Ушу — вподобання з дитинства».
Ієрогліфи (武術), такі самі за написанням як і ушу у китайській мові, використовуються у японській мові для написання фрази «будзюцу», яка поза межами Японії використовується у змісті «японські бойові мистецтва».

## Традиційне ушу
Традиційне ушу відноситься, переважно, до усього розмаїття китайських бойових мистецтв, які розвивалися протягом усієї відомої історії цивілізації Китай. Багато з цих мистецтв наврядчи можна побачити у сучасних змаганнях з ушу.
Традиційне ушу відрізняється від спортивного ушу іншими цілями та задачами. Так, якщо для спортивного ушу основна мета, як і в будь-якому спорті, — перемога на змаганнях, то традиційне ушу радше треба розглядати як шлях самовдосконалення.
Двобій у традиційному ушу називався «саньда». Найточніший переклад цієї назви — неканонізовані удари. Тим самим саньда протиставляється «дуйлянь» — парним комплексам, де усі рухи обох партнерів визначені наперед. Саньда — поєдинок не задля змагання, а для тренування, він слугує для здобуття навичок застосування вивченої раніше техніки у реальному бою.
У різних школах саньда тренують по-різному, можуть просто завдавати ударів не на повну силу, можуть надягати захисний одяг та битися жорсткіше (наприклад, завдавати ударів по життєво важливих місцях) без спортивних обмежень.
Із розповсюдженням вогнепальної зброї головна функція ушу змістилася з техніки нападу та оборони на оздоровлення та самовдосконалення.

## Сучасне ушу
Традиційне ушу мало як прикладний до бойових дій, так і мирний компонент — змагальний та театрально-розважальний. Саме останній став підставою утворення сучасного виду спорту під такою ж назвою. Цей вид спорту був створений у Китайській Народній Республіці як похідне від різноманітних форм традиційних китайських бойових мистецтв.